# Mason Vicentino
Mason Vicentino ist eine Fraktion der italienischen Gemeinde Colceresa mit zuletzt 3498 Einwohnern (Stand: 30. September 2017) in der Provinz Vicenza in Venetien. Der Ort liegt etwa 19 Kilometer nordnordöstlich von Vicenza.

## Geschichte
Bis 1867 hieß die Gemeinde nur Mason, 1869 wurde der Ortsteil Villaraspa in die Nachbargemeinde Molvena eingemeindet. Bekannt wurde Mason Vicentino im Laufe der Zeit durch den Kirschanbau (Ciliegia di Marostica). 
Zum 21. Februar 2019 wurde Mason Vicentino mit der Nachbarkommune Molvena zur Gemeinde Colceresa zusammengeschlossen.